# Solstițiul de iarnă
Solstițiul de iarnă sau solstițiul hibernal, cunoscut și sub denumirea de mijlocul iernii, corespunde momentului în care poziția Soarelui pe cer este la cea mai mare distanță unghiulară negativă față de ecuatorul ceresc. Acest fenomen astronomic are loc de două ori pe an, câte odată în fiecare emisferă (nordică și sudică). Pentru emisfera respectivă, solstițiul de iarnă este ziua cu cea mai scurtă perioadă de lumină și cea mai lungă noapte a anului, când Soarele se află la cea mai mică înălțime zilnică maximă pe cer. Opusul solstițiului de iarnă este reprezentat de solstițiul de vară.
În funcție de corespondența cu calendarul, solstițiul de iarnă are loc în fiecare an între 20 și 23 decembrie, în cazul emisferei nordice și între 20 și 23 iunie, în cazul emisferei sudice. 

În mod tradițional, în multe regiuni temperate, solstițiul de iarnă este văzut ca mijlocul iernii, dar astăzi, în unele țări și calendare, este văzut ca începutul iernii. În meteorologie, iarna este socotită ca fiind deja începută cu aproximativ trei săptămâni înainte de venirea solstițiului de iarnă. Încă din preistorie, solstițiul de iarnă a fost văzut ca o perioadă semnificativă a anului în multe culturi și a fost marcat prin festivaluri și ritualuri. Aceasta marca moartea simbolică și renașterea Soarelui. Semnificația sezonieră a solstițiului de iarnă constă în inversarea prelungirii treptate a nopților și scurtarea zilelor. 

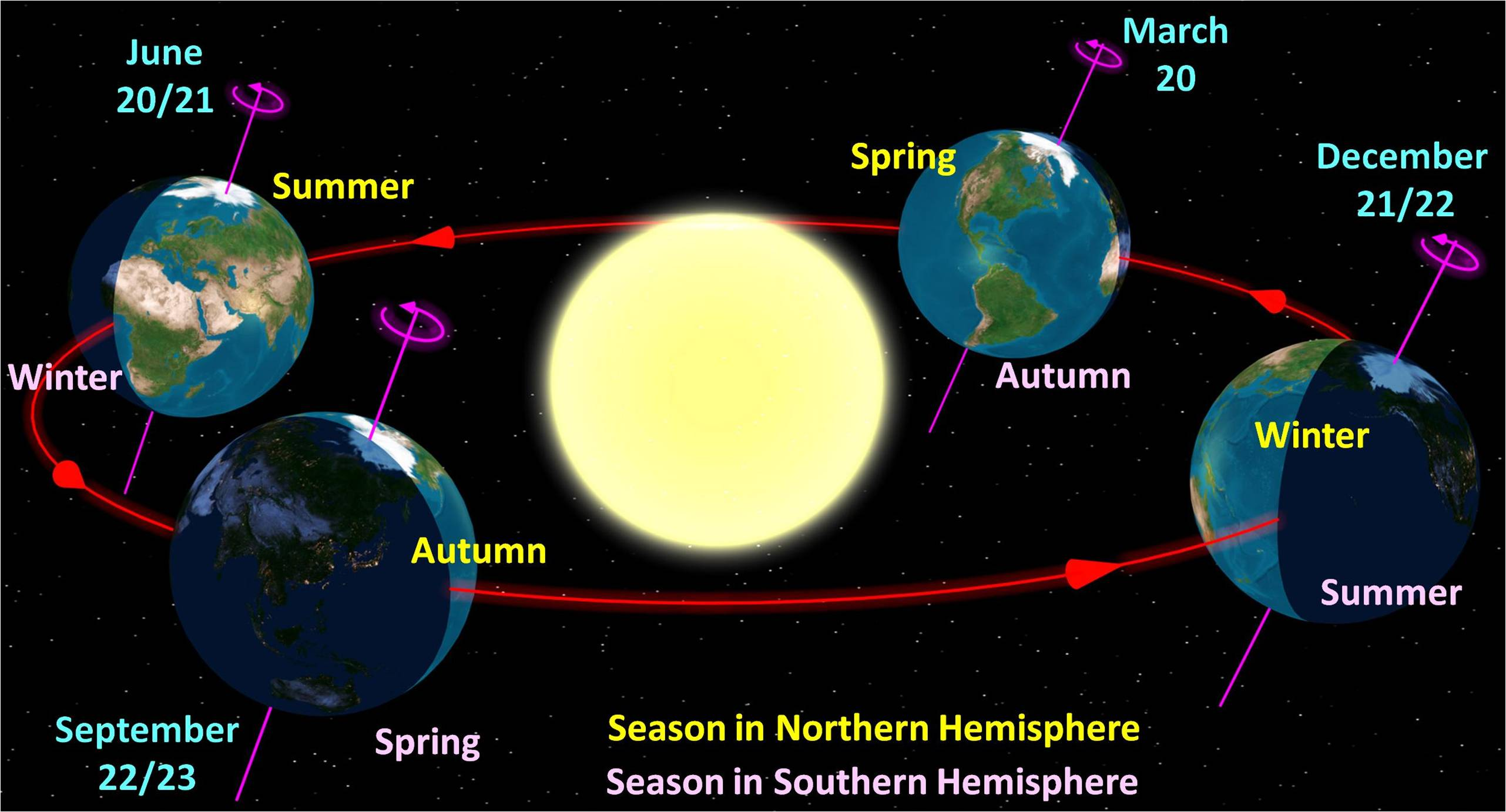
Diagrama anotimpurilor. În dreapta: solstițiul de iarnă în emisfera nordică. În stânga: solstițiul de iarnă în emisfera sudică.

## Istorie și semnificație culturală

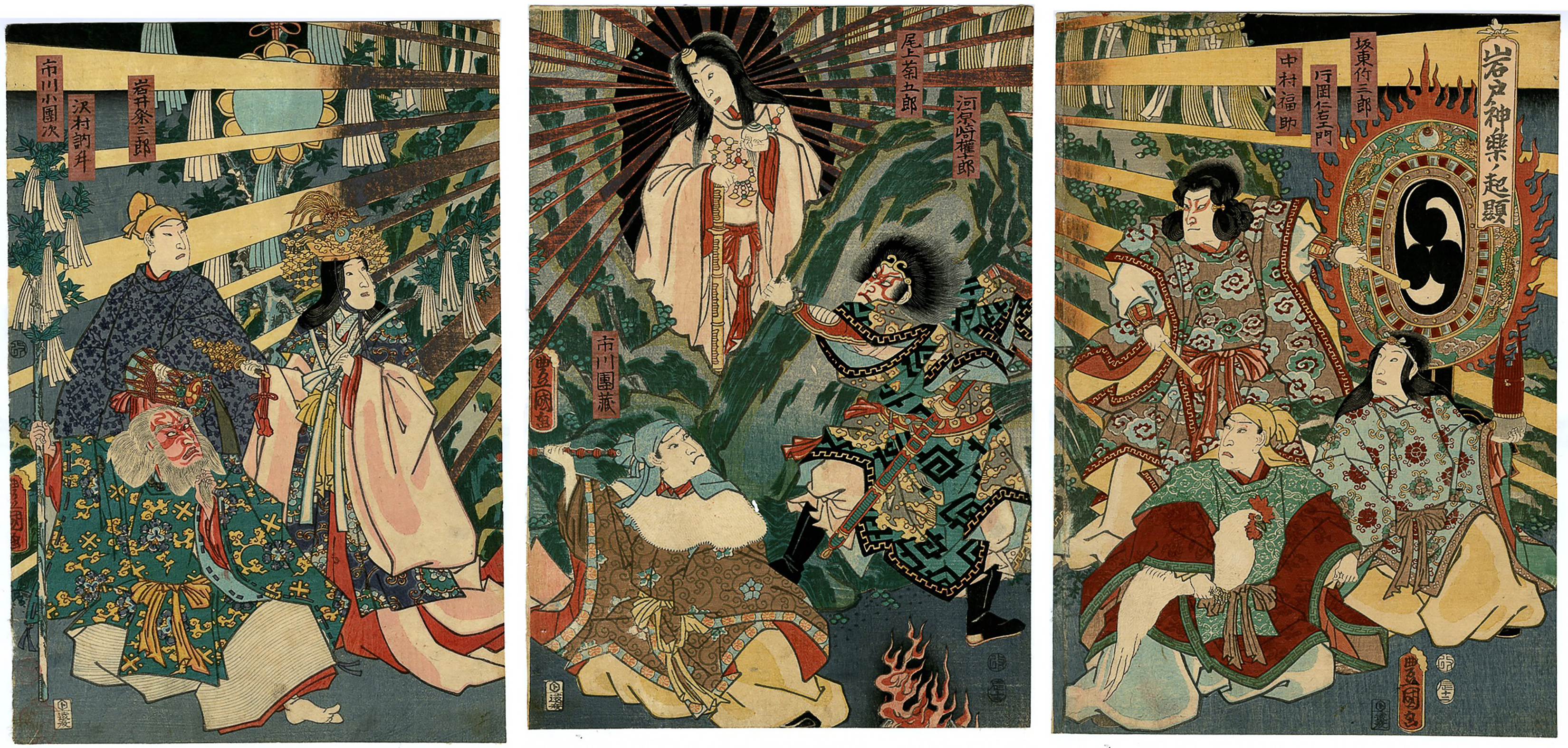
Zeița soarelui japonez Amaterasu, ieșind dintr-o peșteră (de Kunisada)

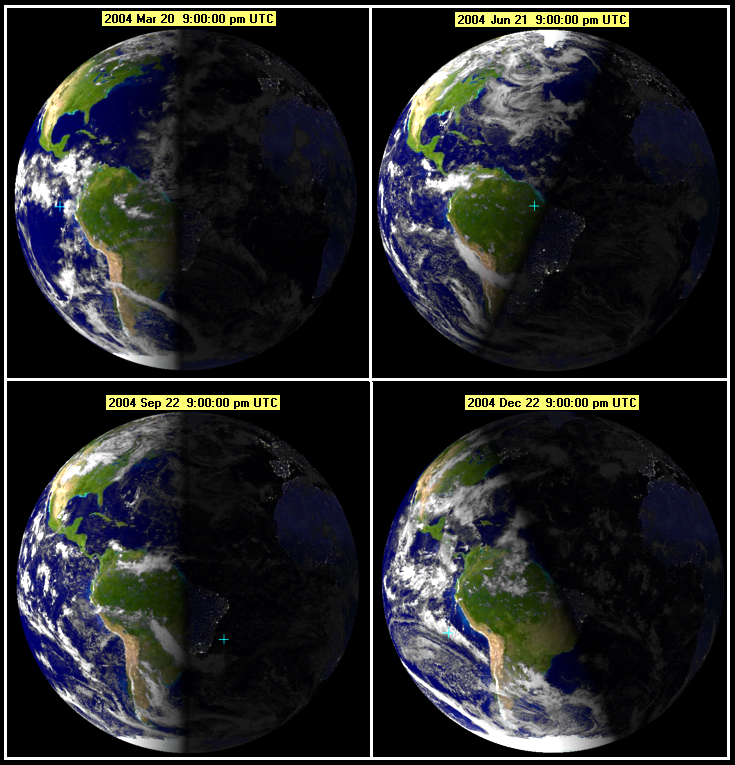
Solstițiul de iarnă apare în decembrie pentru emisfera nordică, iar în iunie pentru emisfera sudică.

Probabil că solstițiul era un moment special al ciclului anual pentru unele culturi încă din perioada neolitică. Evenimentele astronomice au fost adesea folosite pentru ghidarea activităților, precum împerecherea animalelor, însămânțarea culturilor și monitorizarea rezervelor alimentare de iarnă. Multe mitologii și tradiții culturale sunt constituite în funcție de acest ciclu anual. 
Acest lucru este atestat de rămășițele din structurile siturilor arheologice din Neoliticul târziu și din epoca bronzului, cum ar fi Stonehenge în Anglia și Newgrange în Irlanda. Axele primare ale ambelor monumente par să fi fost aliniate cu atenție pe o linie vizuală care indică răsăritul soarelui la solstițiul de iarnă (la Newgrange) și apusul soarelui la solstițiului de iarnă (la Stonehenge). Este semnificativ faptul că la Stonehenge Marele Trilithon  este orientat spre exterior din mijlocul monumentului, adică fața sa netedă și plată a fost întoarsă cu spatele spre Soare.
Solstițiul de iarnă era extrem de important, deoarece oamenii depindeau economic de monitorizarea progresului anotimpurilor. Înfometarea era ceva obișnuit în primele luni de iarnă, ianuarie-aprilie (în emisfera nordică), sau iulie-octombrie (în emisfera sudică), cunoscute și sub denumirea de „lunile foametei”. În zonele cu climă temperată, festivalul de la mijlocul iernii era ultima sărbătoare înainte de a începe iarna grea. Majoritatea vitelor erau sacrificate, astfel încât să nu mai trebuiască a fi hrănite în timpul iernii, așa încât aceasta era aproape singura perioadă a anului când era disponibilă o cantitate abundentă de carne proaspătă. Majoritatea vinului și a berii obținute în cursul anului erau fermentate și gata de băut în acest moment.
Deoarece evenimentul era perceput ca o inversare a prezenței Soarelui pe cer, concepte despre nașterea sau renașterea zeilor soarelui erau des întâlnite. În culturile care utilizau calendare ciclice bazate pe solstițiul de iarnă, „anul renăscut” era sărbătorit cu referire la viața, moartea și renașterea unor zei sau „noi începuturi”, cum ar fi Hogmanay Redding, un An Nou și o tradiție de curățare. De asemenea, „inversarea” era o temă frecventă, ca la sărbătoarea romană Saturnalia, unde sclavii și stăpânul lor își inversau rolurile în timpul acelei sărbători. 

### În India
Makara Sankranti, cunoscută și sub denumirea de Makaraa Sankrānti (în sanscrită: मकर संक्रांति) sau Maghi, este o zi festivă din calendarul hindus, cu referire la zeitatea Surya (Soarele). Are loc în fiecare an în luna ianuarie. Acesta marchează prima zi a tranzitului Soarelui în zodia Makara (Capricorn), marcând sfârșitul lunii în care are loc solstițiul de iarnă. 

### În Iran
Poporul iranian sărbătorește noaptea solstițiului de iarnă a emisferei nordice ca „noaptea de Yalda”, despre care se știe că este „cea mai lungă și întunecată noapte a anului”. Sărbătoarea nopții de Yalda, Shabe Chelleh („cea de-a 40-a noapte”), este una dintre cele mai vechi tradiții iraniene care a fost prezentă în cultura persană încă din Antichitate. În această noapte toată familia se adună de obicei la casa celui mai vârstnic și o sărbătorește mâncând, bând și recitând poezii (în special cele ale lui Hafez). Nuci, rodii și pepene verde sunt servite în special în cadrul acestei festivități. 

### La popoarele germanice
Triburile scandinave și germanice din Europa de Nord celebrau o sărbătoare de iarnă numită Yule (sau Jul, Julblot, Jólablót). Heimskringla, scrisă în secolul al XIII-lea de islandezul Snorri Sturluson, descrie o sărbătoare Yule găzduită de regele norvegian Haakon I (cca. 920-961). Potrivit lui Snorri, creștinul Haakon l-a mutat pe Yule din „mijlocul iernii” și l-a aliniat cu sărbătoarea creștină a Crăciunului. Istoric, acest lucru a făcut ca unii savanți să creadă că Yule a fost inițial un festival solar al solstițiului de iarnă. Cercetătorii moderni, în general, nu cred acest lucru, deoarece mijlocul iernii în Islanda medievală era după aproximativ patru săptămâni de la solstițiul de iarnă. 

### Cultul roman al lui Sol Invictus
Sol Invictus („Soarele invincibil”) a fost inițial un zeu sirian care a fost ulterior adoptat ca zeu principal al Imperiului Roman sub împăratul Aurelian. Sărbătoarea sa era oficiată în mod tradițional pe data de 25 decembrie, la fel ca pentru cei mai mulți zei asociați cu solstițiul de iarnă în multe tradiții antice. S-a speculat că acesta ar fi motivul pentru înlocuirea sa cu Crăciunul.

### Estul asiatic
În Asia de Est, solstițiul de iarnă a fost celebrat ca unul dintre cele douăzeci și patru de termeni solari, numiți Dongzhi în chineză . În Japonia, pentru a nu se face frig în timpul iernii, există obiceiul să se înmoaie într-o baie fierbinte yuzu ( japoneză 柚子湯    = Yuzuyu).  În India, această ocazie, cunoscută sub numele de Ayan Parivartan (sanscrită: अयन परिवर्तन), este sărbătorită de hindușii religioși ca o zi sfântă. Hindușii sărbătoresc această zi prin îndeplinirea de obiceiuri precum scăldarea în râuri sfinte, oferirea de pomană și donații și rugăciuni adresate Zeilor, cât și făcând alte fapte sfinte.

## Observații
Deși se poate calcula momentul solstițiului,  observarea directă a solstițiului de către amatori este imposibilă, deoarece Soarele se mișcă prea încet sau pare să stea nemișcat (sensul „solstițiului”). Cu toate acestea, prin utilizarea de instrumente de urmărire a datelor astronomice, momentul precis al apariției sale este acum  un fapt cunoscut publicului. Nu se poate detecta direct momentul precis al solstițiului (prin definiție, nu se poate observa că un obiect a încetat să se miște până când mai târziu observă că nu s-a mutat mai departe de locul precedent sau că s-a mișcat în direcția opusă). În plus, pentru a fi precis într-o singură zi, trebuie să fie capabil să observe o schimbare a azimutului sau a unei creșteri mai mici sau egale cu aproximativ 1/60 din diametrul unghiular al Soarelui. Observarea faptului că a apărut într-o perioadă de două zile este mai ușoară, necesitând o precizie de observare de numai aproximativ 1/16 din diametrul unghiular al Soarelui. Astfel, multe observații sunt mai degrabă ale zilei solstițiului decât ale momentului. Acest lucru se realizează adesea observând răsăritul și apusul Soarelui sau folosind un instrument aliniat astronomic care permite o rază de lumină să fie aruncată pe un anumit punct în jurul acelei ore. Cele mai vechi apusuri și cele mai recente date ale răsăritului Soarelui diferă de solstițiul de iarnă, iar acestea depind de latitudine, datorită variației zilei solare de-a lungul anului cauzată de orbita eliptică a Pământului (a se vedea cel mai timpuriu și cel mai recent răsărit și apus de soare ). 

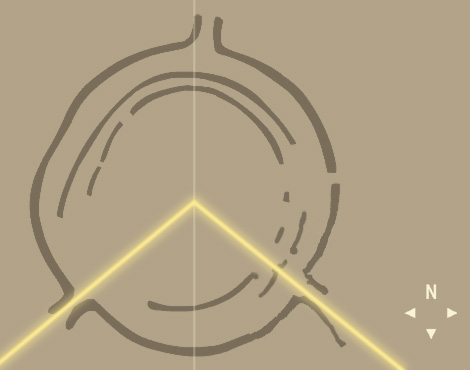
Situl neolitic al cercului de la Goseck. Liniile galbene sunt direcția în care răsare Soarele și apune la solstițiul de iarnă.
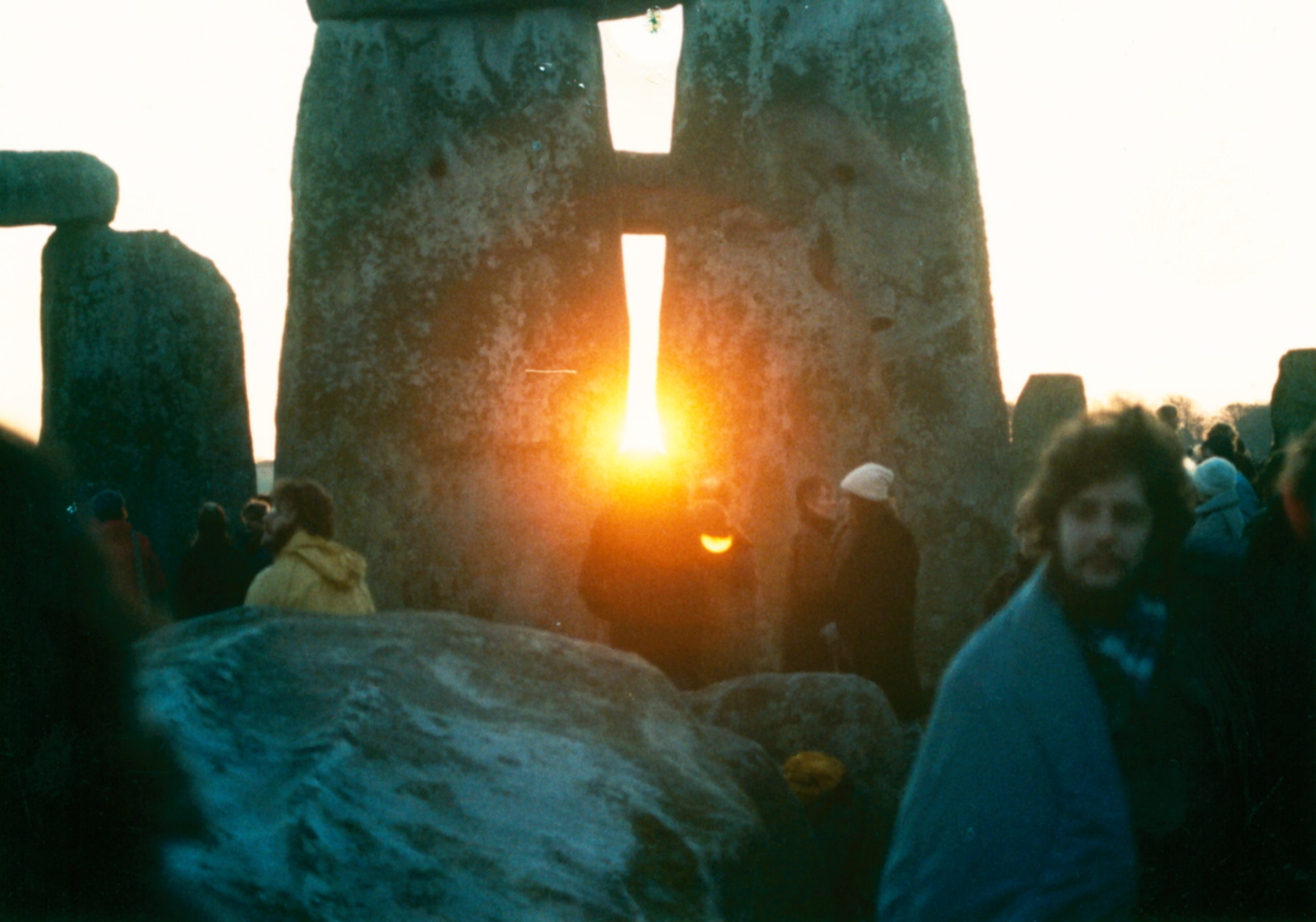
Răsărit la Stonehenge pe solstițiul de iarnă

## Sărbători celebrate pe solstițiul de iarnă
- Alban Arthan (Irlanda)
- Crăciunul Albastru (sărbătoare) (Crestinismul vestic)
- Brumalia (Roma Antică)
- Dongzhi Festival (Asia de Est)
- Korochun (Slavii)
- Sanghamitta Day (Budismul Theravada)
- Shalako (Zuni)
- Yaldā (Iran)
- Yule in Emisfera Nordica (Neopăgânism)
- Ziemassvētki (Antica Latvia)

### Alte sărbători conexe
- Saturnalia (Roma Antică): sărbătorită cu puțin timp înainte de începerea solstițiului de iarnă
- Ziua Sfintei Lucia (sărbătorită în Creștinism, la 13 decembrie): coincide cu ziua în care Soarele începe să apună mai târziu decât în ziua precedentă.
- Crăciun: are loc la puțin timp după solstițiul de iarnă, tradiție absorbită de la sărbătoarea solstițiului de iarnă. Speculat pentru a provine de la data solstițiului, a se vedea Crăciun # Data solstițiului și Moare Natalis Solis Invicti
- Festivalul alimentelor la rece ( Coreea, Marea majoritate a Chinei): 105 zile după solstițiul de iarnă
- Makar Sankranti / Pongal (India): Festivalul recoltelor - marchează sfârșitul lunilor reci și începutul noii luni cu zile mai lungi.

## Lungimea zilei din apropierea solstițiului de iarnă din Emisfera Nordică
Următoarele tabele conțin informații despre lungimea zilei din 22 decembrie, din apropierea de solstițiului de iarnă din emisfera nordică și solstițiul de vară din emisfera sudică (adică solstițiul din decembrie). Datele au fost colectate de pe site-ul Institutului Meteorologic Finlandez la 22 decembrie 2015, precum și de la anumite alte site-uri web.
Datele sunt aranjate geografic și în cadrul tabelelor de la cea mai scurtă zi la cea mai lungă.
| Tările nordice si statele baltice |                    |                   |                |
| Oraș                              | Răsare 22 Dec 2015 | Apune 22 Dec 2015 | Lungimea zilei |
| Murmansk                          | —                  | —                 | 0 h            |
| Bodø                              | 11:36              | 12:25             | 0 h 49 min     |
| Rovaniemi                         | 11:08              | 13:22             | 2 h 14 min     |
| Luleå                             | 9:55               | 13:04             | 3 h 08 min     |
| Reykjavík                         | 11:22              | 15:29             | 4 h 07 min     |
| Trondheim                         | 10:01              | 14:31             | 4 h 30 min     |
| Tórshavn                          | 9:51               | 14:59             | 5 h 08 min     |
| Helsinki                          | 9:24               | 15:13             | 5 h 49 min     |
| Oslo                              | 9:18               | 15:12             | 5 h 54 min     |
| Tallinn                           | 9:17               | 15:20             | 6 h 02 min     |
| Stockholm                         | 8:43               | 14:48             | 6 h 04 min     |
| Riga                              | 9:00               | 15:43             | 6 h 43 min     |
| Copenhaga                         | 8:37               | 15:38             | 7 h 01 min     |
| Vilnius                           | 8:40               | 15:54             | 7 h 14 min     |

| Europa    |                    |                   |                |
| Oraș      | Răsare 22 Dec 2015 | Apune 22 Dec 2015 | Lungimea zilei |
| Edinburgh | 8:42               | 15:40             | 6 h 57 min     |
| Moscova   | 8:57               | 15:58             | 7 h 00 min     |
| Berlin    | 8:15               | 15:54             | 7 h 39 min     |
| Londra    | 8:04               | 15:53             | 7 h 49 min     |
| Kiev      | 7:56               | 15:56             | 8 h 00 min     |
| Paris     | 8:41               | 16:56             | 8 h 14 min     |
| Roma      | 7:34               | 16:42             | 9 h 07 min     |
| Madrid    | 8:34               | 17:51             | 9 h 17 min     |
| Lisabona  | 7:51               | 17:18             | 9 h 27 min     |
| Atena     | 7:37               | 17:09             | 9 h 31 min     |

| Africa        |                    |                   |                |
| Oraș          | Răsare 22 Dec 2015 | Apune 22 Dec 2015 | Lungimea zilei |
| Cairo         | 6:47               | 16:59             | 10 h 12 min    |
| Dakar         | 7:30               | 18:46             | 11 h 15 min    |
| Addis Ababa   | 6:35               | 18:11             | 11 h 36 min    |
| Nairobi       | 6:25               | 18:37             | 12 h 11 min    |
| Kinshasa      | 5:45               | 18:08             | 12 h 22 min    |
| Dar es Salaam | 6:05               | 18:36             | 12 h 31 min    |
| Luanda        | 5:46               | 18:24             | 12 h 38 min    |
| Antananarivo  | 5:10               | 18:26             | 13 h 16 min    |
| Windhoek      | 6:04               | 19:35             | 13 h 31 min    |
| Johannesburg  | 5:12               | 18:59             | 13 h 47 min    |
| Cape Town     | 5:32               | 19:57             | 14 h 25 min    |

| Americile        |                    |                   |                |
| Oraș             | Răsare 22 Dec 2015 | Apune 22 Dec 2015 | Lungimea zilei |
| Fairbanks        | 10:58              | 14:40             | 3 h 41 min     |
| Nuuk             | 10:22              | 14:28             | 4 h 06 min     |
| Anchorage        | 10:14              | 15:42             | 5 h 27 min     |
| Edmonton         | 8:48               | 16:15             | 7 h 27 min     |
| Vancouver        | 8:05               | 16:16             | 8 h 11 min     |
| Seattle          | 7:55               | 16:20             | 8 h 25 min     |
| Ottawa           | 7:39               | 16:22             | 8 h 42 min     |
| Toronto          | 7:48               | 16:43             | 8 h 55 min     |
| New York City    | 7:16               | 16:32             | 9 h 15 min     |
| Washington, D.C. | 7:23               | 16:49             | 9 h 26 min     |
| Los Angeles      | 6:55               | 16:48             | 9 h 53 min     |
| Dallas           | 7:25               | 17:25             | 9 h 59 min     |
| Miami            | 7:03               | 17:35             | 10 h 31 min    |
| Honolulu         | 7:04               | 17:55             | 10 h 50 min    |
| Mexico City      | 7:06               | 18:03             | 10 h 57 min    |
| Managua          | 6:01               | 17:26             | 11 h 24 min    |
| Bogotá           | 5:59               | 17:50             | 11 h 51 min    |
| Quito            | 6:08               | 18:16             | 12 h 08 min    |
| Recife           | 5:00               | 17:35             | 12 h 35 min    |
| Lima             | 5:41               | 18:31             | 12 h 50 min    |
| La Paz           | 5:57               | 19:04             | 13 h 06 min    |
| Rio de Janeiro   | 6:04               | 19:37             | 13 h 33 min    |
| São Paulo        | 6:17               | 19:52             | 13 h 35 min    |
| Porto Alegre     | 6:20               | 20:25             | 14 h 05 min    |
| Santiago         | 6:29               | 20:52             | 14 h 22 min    |
| Buenos Aires     | 5:37               | 20:06             | 14 h 28 min    |
| Ushuaia          | 4:51               | 22:11             | 17 h 19 min    |

| Asia și Oceania |                    |                   |                |
| Oraș            | Răsare 22 Dec 2015 | Apune 22 Dec 2015 | Lungimea zilei |
| Magadan         | 8:54               | 14:55             | 6 h 00 min     |
| Petropavlovsk   | 9:36               | 17:10             | 7 h 33 min     |
| Khabarovsk      | 8:48               | 17:07             | 8 h 18 min     |
| Ulaanbaatar     | 8:39               | 17:02             | 8 h 22 min     |
| Vladivostok     | 8:40               | 17:40             | 8 h 59 min     |
| Beijing         | 7:32               | 16:52             | 9 h 20 min     |
| Seul            | 7:44               | 17:17             | 9 h 34 min     |
| Tokyo           | 6:47               | 16:31             | 9 h 44 min     |
| Shanghai        | 6:48               | 16:55             | 10 h 07 min    |
| Lhasa           | 8:46               | 19:01             | 10 h 14 min    |
| Delhi           | 7:09               | 17:28             | 10 h 19 min    |
| Hong Kong       | 6:58               | 17:44             | 10 h 46 min    |
| Manila          | 6:16               | 17:32             | 11 h 15 min    |
| Bangkok         | 6:36               | 17:55             | 11 h 19 min    |
| Singapore       | 7:01               | 19:04             | 12 h 03 min    |
| Jakarta         | 5:36               | 18:05             | 12 h 28 min    |
| Denpasar        | 5:58               | 18:36             | 12 h 37 min    |
| Darwin          | 6:19               | 19:10             | 12 h 51 min    |
| Papeete         | 5:21               | 18:32             | 13 h 10 min    |
| Brisbane        | 4:49               | 18:42             | 13 h 52 min    |
| Perth           | 5:07               | 19:22             | 14 h 14 min    |
| Sydney          | 5:41               | 20:05             | 14 h 24 min    |
| Auckland        | 5:58               | 20:39             | 14 h 41 min    |
| Melbourne       | 5:54               | 20:42             | 14 h 47 min    |
| Invercargill    | 5:50               | 21:39             | 15 h 48 min    |

Lungimea zilei crește de la ecuator spre Polul Sud în emisfera sudică în decembrie (în jurul solstițiului de vară acolo), dar scade spre Polul Nord în emisfera nordică la momentul solstițiului de iarnă din emisfera nordică.